# KK Zlatorog Laško
O Košarkarski Klub Zlatorog Laško (em português:  Zlatorog Laško Basquetebol Clube), conhecido também apenas como KK Zlatorog, é um clube de basquetebol baseado em Laško, Eslovênia que atualmente disputa a 1.SKL e a Copa Alpe Ádria. Manda seus jogos no Ginásio Esportivo Tri Lilije com capacidade para 3.000 espectadores.

## Histórico de Temporadas
| Temporada | Nível | Liga  | Pos. | J    | PL  | Resultado         | Copa Eslovena | Competições internacionais |
| --------- | ----- | ----- | ---- | ---- | --- | ----------------- | ------------- | -------------------------- |
| 2007-08   | 1     | 1.SKL | 3    | 17-5 | 0-2 | Semifinais        |               |                            |
| 2008-09   | 1     | 1.SKL | 3    | 17-5 | 1-2 | Semifinais        | Semifinais    | 3 EuroChallenge 1CL        |
| 2009-10   | 1     | 1.SKL | 6    | 13-9 |     |                   | Finalista     |                            |
| 2010-11   | 1     | 1.SKL | 1    | 15-1 | 0-2 | Semifinais        | Semifinais    |                            |
| 2011-12   | 1     | 1.SKL | 2    | 13-5 | 0-2 | Semifinais        | Semifinais    | Liga Adriática RE          |
| 2012-13   | 1     | 1.SKL | 1    | 13-5 | 0-2 | Semifinais        |               |                            |
| 2013-14   | 1     | 1.SKL | 5    | 10-9 | 1-2 | Quartas de finais |               |                            |
| 2014-15   | 1     | 1.SKL | 2    | 18-5 | 0-2 | Quartas de finais | Finalista     | Alpe Ádria FN              |
| 2015-16   | 1     | 1.SKL | 2    | 12-4 | 5-4 | Finalista         | Semifinalista | Alpe Ádria FN              |
| 2015-16   | 1     | 1.SKL | 2    | 12-4 | 5-4 | Finalista         | Semifinalista | 3 FIBA Copa Europeia TR    |
| 2016-17   | 1     | 1.SKL | 2    | 18-5 | 1-2 | Semifinalista     | Semifinalista | Alpe Ádria SM              |
| 2017-18   | 1     | 1.SKL |      |      |     |                   |               | R Alpe Ádria C             |

fonte:eurobasket.com

## Títulos

### Competições domésticas
- Copa da Eslovênia

Campeões (1): 2004
Finalistas (7): 1998, 1999, 2000, 2005, 2006, 2010 e 2015
- Liga Eslovena

Finalistas (2): 2003-04, 2015–16

### Competições internacionais
- Copa Alpe Adria

Campeões (1):2017-18
Finalistas (1): 2015-16
- FIBA Copa Korac

Semifinalista (1):2001-02
- Copa Adriática

Final Four (1):2001-02